# Antigua casa consistorial de Tarrasa
La antigua casa consistorial de Tarrasa es un edificio neoclásico del centro de Tarrasa, protegido como bien cultural de interés local. El inmueble se encuentra en la esquina entre el Raval de Montserrat y la calle Cremat.

## Descripción
Es un edificio de planta rectangular que consta de planta baja, piso principal y buhardilla, con cubierta de teja a cuatro vertientes. Todas las aberturas son adinteladas, salvo las correspondientes a la buhardilla, que son ovaladas. La fachada principal, en el Raval de Montserrat, tiene cinco aperturas en cada piso, las del principal con balcones de hierro fundido. Encima de los balcones de los extremos del piso principal conserva en la fachada, como testimonio de su primer uso, dos relieves que reproducen las torres del escudo de la ciudad. En el primer piso se encuentra el salón principal, que había sido decorado con paneles pictóricos de Alexandre de Riquer. El edificio se corona con una cornisa.

## Historia

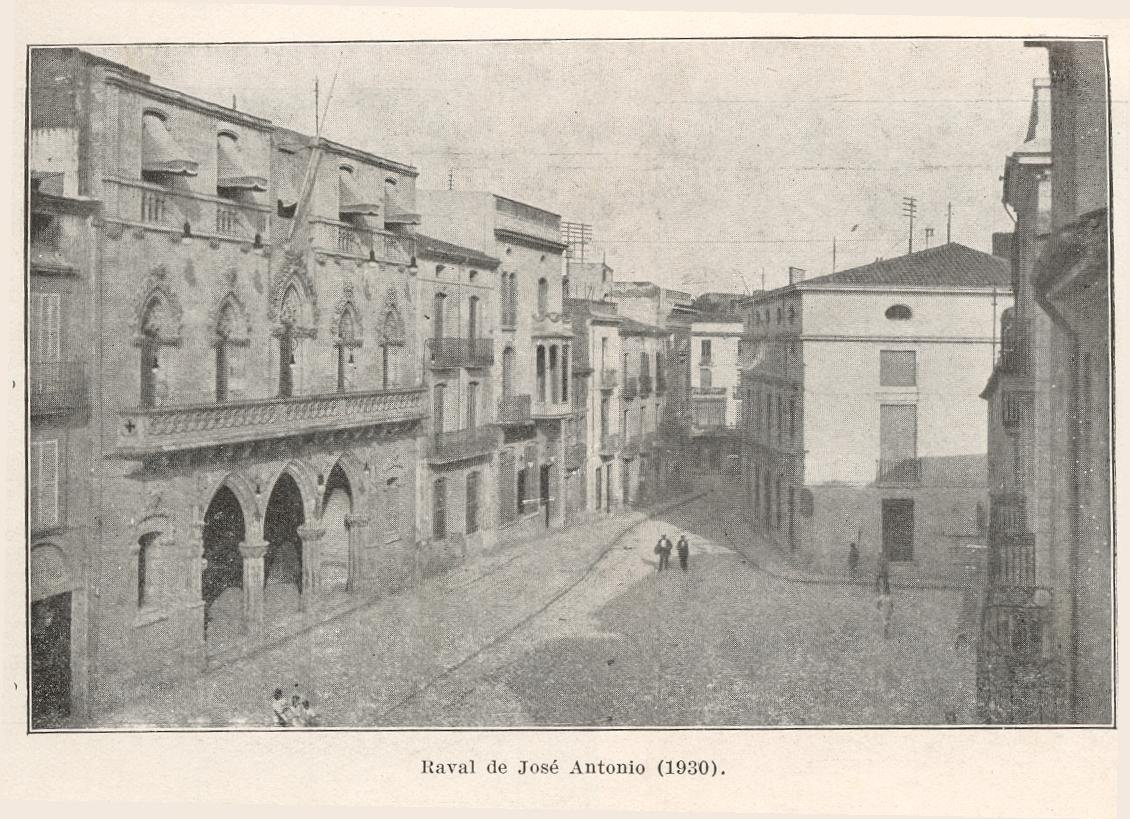
El Raval de Montserrat en 1930; a la izquierda, la actual casa consistorial con la fachada inacabada; a la derecha, el antiguo edificio ayuntamiento, en ese momento sede del Instituto Industrial

El proyecto del edificio data del año 1832. El inicio de la construcción, bajo la dirección del maestro de obras Jacint Matalonga, se hizo el 3 de agosto de 1835, y se inauguró el 30 de mayo de 1836. Las barandillas de hierro fundido de los balcones son de 1842, obra del constructor Agustí Alland.
Desde su construcción el edificio hospedó la Casa de la Villa. Entre los años 1898 y 1952 fue sede del Instituto Industrial, etapa en la que se realizaron importantes obras de reforma. De 1901 datan los paneles de Alexandre de Riquer que decoraban el salón principal (posteriormente depositados en la casa Alegre de Sagrera). En 1904 el arquitecto Lluís Muncunill realizó una importante intervención. El pintor Joaquim Vancells completó ese mismo año la decoración del salón. Posteriormente fue la sede del Centro Excursionista de Tarrasa, entre 1981 y 2001.